# Gare de Djamaa
La gare de Djamaa est une gare ferroviaire algérienne située sur le territoire de la commune de Djamaa, dans la wilaya d'El M'Ghair, au nord-est du Sahara algérien.

## Situation ferroviaire
La gare est située à l'est la ville de Djamaa, sur la ligne d'El Guerrah à Touggourt. Elle est précédée de la gare d'El M'Ghair et suivie de celle de Touggourt.

## Service des voyageurs

### Desserte
La gare de Djamaa est desservie par les trains grandes lignes de la liaison : Alger - Touggourt,,.